# Ichneumon lenoginator
Ichneumon lenoginator là một loài tò vò trong họ Ichneumonidae.